# The Ox-Bow Incident
The Ox-Bow Incident és una pel·lícula estatunidenca dirigida per William A. Wellman i estrenada l'any 1943.	

## Argument
L'assassinat d'un ranxer trenca l'aparent tranquil·litat d'un poble de l'oest americà. Absent el xèrif, els homes del poble decideixen formar una partida per trobar els culpables. El grup troba a tres individus, els captura i es pren la decisió de penjar-los, tot i l'oposició de Gil Carter, que llegirà l'emotiva carta escrita per un d'ells quan es descobreixi que eren innocents.

## Comentaris
The Ox-Bow Incident pertany al període socialment més inquiet de la 20th Century Fox, quan es van realitzar diverses pel·lícules de marcat to progressista. Amb prou feines es va amortitzar la inversió, que per la seva condició de producte minoritari, de caprici artístic segons molts, va haver de ser molt reduïda: 560.000 dòlars.

## Repartiment
- Henry Fonda: Gil Carter
- Dana Andrews: Martin
- Mary Beth Hughes: Rose Mapen
- Anthony Quinn: el mexicà
- William Eythe: Gerald
- Harry Morgan (apareix com Henry Morgan): Art Crofts
- Jane Darwell: Ma Grier
- Matt Briggs: el jutge Daniel Tyler
- Harry Davenport: Arthur Davies
- Frank Conroy: Major Tetley
- Marc Lawrence: Jeff Farnley
- Paul Hurst: Monty Smith
- Victor Kilian: Darby
- Chris-Pin Martin: Poncho
- Francis Ford: Halva Harvey
- George Meeker (no apareix als crèdits): M. Swanson

## Premis i Nominacions

### Nominacions[2]
- Oscar a la millor pel·lícula (Lamar Trotti)